# Eugene de Blaas
Eugene de Blaas [eredetileg németesen Eugen von Blaas, ismert még olaszosan Eugenio Blaas és magyarosan Blaas Jenő formában] (Albano Laziale, 1843. július 24. – Bécs, 1931. február 10.) osztrák (tiroli) származású olasz életképfestő, a velencei akadémia tanára. A Blaas-festődinasztia tagja.
Tanítványa volt Körösfői-Kriesch Aladár. Magyar vonatkozású képei is vannak. Festményeinek nagy részét „E. de Blaas”; „Eug. de Blaas”, illetve „Eugene de Blaas” formában szignálta, de találhatók „Eugen von Blaas” szignói is.

## Családja
Apja Karl von Blaas festőművész, anyja Agnesina van Millingen [korábban Agnesina Auda], testvére Julius von Blaas festőművész voltak.
Felesége: Paola Prina (Velence, 1846. április 10. – Velence, 1919. december 31.).
Leányuk: Agnesina de Blaas (Velence, 1871. április 2. – Bologna, 1936. július) Lányuk férje: Domenico Morosini (Velence, 1866. október 16. – Velence, 1899. május 1.).
Fiuk: Giulio de Blaas (Velence, 1888. augusztus – New York County (Manhattan), 1934. május 13.) festőművész, szignója: „Lulo de Blaas”.

## Pályafutása
Karl von Blaas, a Rómában élő, de felesége szüleinél, Albano Lazialében sokat tartózkodó festőművész első fia, aki „még beszélni sem tudott, de már lófigurákat rajzolt a homokba vagy papírra” – írta róla apja 1876-ban megjelent Önéletírásában. Nyolcéves korában Bécsbe került az 1851-ben ide költöző családjával, majd 9–10 évesen sok élmény érte Magyarországon is, ugyanis apja Károlyi István gróftól kapott megbízása (a templom freskóinak festése) miatt folyamatosan Fóton éltek. Már ekkor segédkezhetett apjának, de legalábbis közelről figyelte munkáját, mert Karl von Blaas, fiának egy utolsó percben megakadályozott halálos balesetéről (állványzatról lezuhanás) emlékezett meg életrajzában.
13 évesen a Velencei Képzőművészeti Akadémia alapozó osztályába, Michelangelo Grigolettihez járt, majd egy év múlva, 14 éves korában Karl von Blaas, az apa tanítványa lett ugyanitt. Ahogy apja Önéletírásában olvasható, akkor vette fel osztályába, „miután a perspektivikus ábrázolást, a díszítőművészetet és az építészeti ismereteket elsajátította. ... Napközben hagytam, hogy antik és anatómiai tanulmányokat folytasson, télen esténként pedig akt modelleken dolgozzon. Elég szokatlan haladást ért el, és már kezdett apró vázlatokat készíteni … még egy ciklust is komponált az Iliászból. Otthon tanulta a franciát, az angolt, a zenét, a művészetet és az általános történelmet, és fizikai erejét gyakorolta az úszásban és a tornában, így erős, egészséges fiúvá nőtte ki magát.” Szülei társadalmi körében megismerkedhetett a művészeti élet legjelesebb képviselőivel csakúgy, mint az arisztokrácia világával.
1860 nyarát Bécsben töltötte, ugyanis az Arzenál kupolafreskóinak kivitelezésében apjának nyújtott segítséget. 1862. december 20-án fejezte be akadémiai képzését.
Beutazta Olasz-, Német-, Franciaországot, Angliát és Belgiumot, s 1863-ban egy oltárképpel lépett a nagyközönség elé: Szent Bálint hirdeti az evangéliumot a rétek körében címmel. Nagy feltűnést keltett vele, a Tiroli Hangok újság szerint: „A kép minden nézője [...] egyetért azzal, hogy a fiatal művészre fényes jövő vár." A kép mecénása, s megbízója, Mária Anna Ungnad von Weissenwolff grófnő (Linz, 1795 – Obermais, Merano közelében, 1866 ), Galántai Esterházy Bálint Fülöp (1786–1838) felesége volt, s így szándékozott emléket állítani férjének és egyetlen fiának a nagy formátumú szent történeti festményével: mindkettőt Bálintnak (Valentinnak) nevezték, s mindketten meghaltak fiatal korban.
Ezután 1863 áprilisában egyedüli jelöltként pályázott a Római ösztöndíj elnyeréséért, melyet kiemelkedő tanulmányi eredménye, s eddigi művei, valamint a bizottság által kiírt egyik téma (Othello közelít Desdemona ágyához, hogy megölje) ceruzavázlatának és olajváltozatának kidolgozása eredményeképpen el is nyert 1863 májusában. Az ösztöndíjjal 1864 októberében Rómában folytatta továbbképzését, előbb azonban 1864-ben Németországba, Hollandiába és Belgiumba látogatott. Ösztöndíjas évei alatt később Párizsba és Londonba is elutazott hosszabb időre. 1868-ban tért vissza Londonból Firenzébe, amikor az ösztöndíja lejárt. Itt két kiemelkedő képet festett a Dekameronból, a Dogaressa s az Egy este Muranóban ciműeket (jelenleg a Belvedere-képcsarnokban).
Véglegesen 1870-ben Velencében telepedett le, s ekkor vette feleségül Paola Prinát, akivel Londonban 1866-ban ismerkedett meg. 1867-től a Künstlerhaus tagja volt (1867-ben a Reichel-díjat nyerte el, 1888-ban aranyérmet kapott).
Pompeo Marino Molmenti festészeti tanár lemondásával 1880. augusztus 9-én nevezték ki a festészeti iskola tanárává. Az akadémia 1878-as új alapokmányának megfelelően, amely szerint az oktatás feloszlott az elnök által vezetett Királyi Képzőművészeti Akadémiára, és az igazgató által vezetett Képzőművészeti Intézetre, a régi statútumban már előírt tantárgyak mellett az olasz irodalom- és a képzőművészettörténet tanulmányozása kapott nagyobb jelentőséget. A speciális tanfolyamokat két évig az ábrázolástan tanára tartotta, majd ezt követően a hallgatók, miután sikeresen letették az összes záróvizsgát, a festészet címzetes professzorának műtermében tudtak továbbtanulni. Eugene de Blaas a Velencei Képzőművészeti Akadémia haladók osztályának tiszteletbeli tanárává vált, ezért csak azokat a hallgatókat oktathatta, akik sikeresen elvégezték a kétéves speciális tanfolyamot, őket a különböző kompozíciós technikák gyakorlati elsajátításában segítve. Kiállításainak sikere és megszaporodott megbízásai miatt 1890. augusztus 8-án mondott le tanári állásáról a Luigi Ferrari szobrász, intézetigazgatónak küldött levelében. Körösfői-Kriesch Aladár ösztöndíjas korában fél évig az ő tanítványa volt.
1888-ban megszerezte az olasz állampolgárságot.
Műveinek témáit, melyek között az arisztokrácia képviselőit szaténban, ragyogó ékszerekkel, s kidolgozott frizurákkal ábrázolta, a köznép, polgárok, parasztok, kereskedők körébe tartozókat pedig (legtöbbször fiatal nőket, vagy fiatal társaságot) szintén idealizálva jelenítette meg, kritikusai szerint „költőivé emelve”, más kritikusai szerint pedig „mindinkább édeskés módon” festette le. Azonban a pillanatnyi impresszióját, a cselekmény, a jelenet egy mozzanatát ábrázolta, megragadva a szereplők egyéniségét mozdulataik, öltözékük, arckifejezésük pontos ábrázolásával, s ahogy egy korabeli tudósításban olvasható: „az egyes alakok megjelenésében s mozdulataiban a közmondásos olasz »graciozitás« lebegett lépten-nyomon a művész szemei előtt.” A velencei szépségek festőjének tartják. Legyen az a leghétköznapibb foglalatosság (virág-, gyümölcsárusítás, mosás, vízhordás, kagylószedés stb.) tökéletes nőalakjai báltermi belépőt megszégyenítő eleganciával rendelkeznek. Ilyen volt a Ninetta festménye, mely nagy népszerűségnek örvendett, több másolatot festett róla, többféle pózban és változatban készítette el, színes és fekete-fehér nyomatokban terjedt. „A Blaas Jenő »Ninettá«-ját lehet a kiállítás »csillagá«-nak nevezni. Pompás munka, koncipiálás [megfogalmazás] és kivitel dolgában egyaránt. Nem csoda, ha »Ninetta« a bécsieknek ma már típus s neve mindenki ajkáról hallható. Ninetta, a velencei lány...” – írták 1888-ban a bécsi műtárlat alkalmából.
1870-es évektől kezdve, de inkább a századforduló felé stílusa megváltozott, a velencei festészet hatását tükröző mély tüzű színei eltűntek műveiről. Kolorista és teatralitást sem nélkülöző képei korának velencei társadalmáról egészen más jellegűek voltak, mint a korabeli Velence udvarainak, erkélyeinek és csatornáinak finom pasztelljei és rézkarcai.
Gyakran festett életképeket, a velencei és az itáliai népéletből vett jeleneteket, mely során többnyire helyi és chioggiai halásztípusokat is ábrázolt képein. Magyar csikóst megjelenítő képe a bécsi Lobmeyr-féle gyűjteményben van – írta 1911-ben a Révai nagy lexikona. Történelmi és vallásos festményeket is készített.
Más tárgyú legjelesebb művei: Faust és Margit a kertben, Cimabue és Giotto, Boccaccio Dekameronjának bevezetése, A dogaressa templomba menet.
Eugene de Blaas festményeit a Londoni Királyi Akadémia, ugyancsak Londonban a Képzőművészeti Társaság, az Új Galéria, az Arthur Tooth és Sons Galéria gyűjtötte és mutatta be, valamint a liverpooli Walker Művészeti Galéria kiállításaiban voltak láthatók.
1886-ban elnyerte a Ferenc József-rend lovagkeresztjét. Nevében ettől kezdve néhol a 'Ritter' szót is használta: (professor) Eugen Ritter von Blaas.
Festményeivel illusztrálták a Die Gartenlaube című nagy múltú német lapot, s a századfordulóig nívós nyomatokban közzétették egyes festményeit számos magyar napi- és hetilapban (Vasárnapi Ujság, Ország-Világ, Magyar Szalon).
1920-tól a magánéletbe vonult vissza, az alkotásról is csaknem le kellett mondania, mert apjához hasonlóan élete 70-es éveinek végétől őt is súlyos látási problémák terhelték.
1931. február 10-én hunyt el, hamvai Velencében nyugszanak, a San Michele-sziget temetőjében, a Morosini család sírjában.
Művei szerepeltek Leicester, Melbourne, Nottingham, Sheffield, Sydney, Bécs és Trieszt múzeumainak kiállításain. A bécsi Dorotheum aukciós ház 2011-ben a Blaas család alkotóinak műveiből gyűjteményes kiállítást rendezett „150 év az osztrák festészetben: Carl, Julius, Eugen, Carl Theodor and Helene von Blaas” címmel.
Teljes oeuvre-katalógusát életrajzával bevezetve Thomas Wassibauer jelentette meg 2005-ben angol és német nyelven.

## Művei (válogatás)
- Cimabue és Giotto, 1860
- Faust e Margherita (Faust és Margherita), 1860
- Kisfiú portré, 1860 k.[28]
- Der heilige Valentin verkündet den Rätern das Evangelium (Szent Bálint hirdeti az evangéliumot a rétek körében), 1863.[29]
- Auf dem Balkon in Venedig (Az erkélyen Velencében), 1878
- Die Schwestern – Klosterszene (A nővérek – kolostorjelenet), 1878
- Dogaressa beim Kirchgang (Dogaressa a templomba menet)
- Venezianische Maskerade (Velencei maskara)
- Eine Fahrt nach Murano (Utazás Muranóba)
- Venezianerin (Velencei nő), olaj, vászon, 54,5 × 43,5 cm
- Ein nachdenklicher Moment (Töprengő pillanat), 1896, olaj, fára festett, 53,5 × 85 cm, magángyűjtemény
- Klatsch (Pletyka), 1904, olaj, fára festett, 110,2 × 83,2 cm
- Der Flirt (A flört), 1904, olaj, fára festett, 100,4 × 83,8 cm, magángyűjtemény
- Mädchen in fliederfarbenen Kleid (Lány lila ruhában), 1911, olaj, vászon, 80,5 × 44,5 cm
- Im Wasser (A vízben), 1914, olaj, vászon, 78,4 × 44,5 cm, magángyűjtemény.

Salim Ghazi Saeedi a „For Eugene, Distilling the Delicacy” (Eugénnek, a kifinomultság párlata) című dalt szentelte Eugene de Blaasnak 2011. évi albumában, a Human Encounter-ben.

## Képgaléria

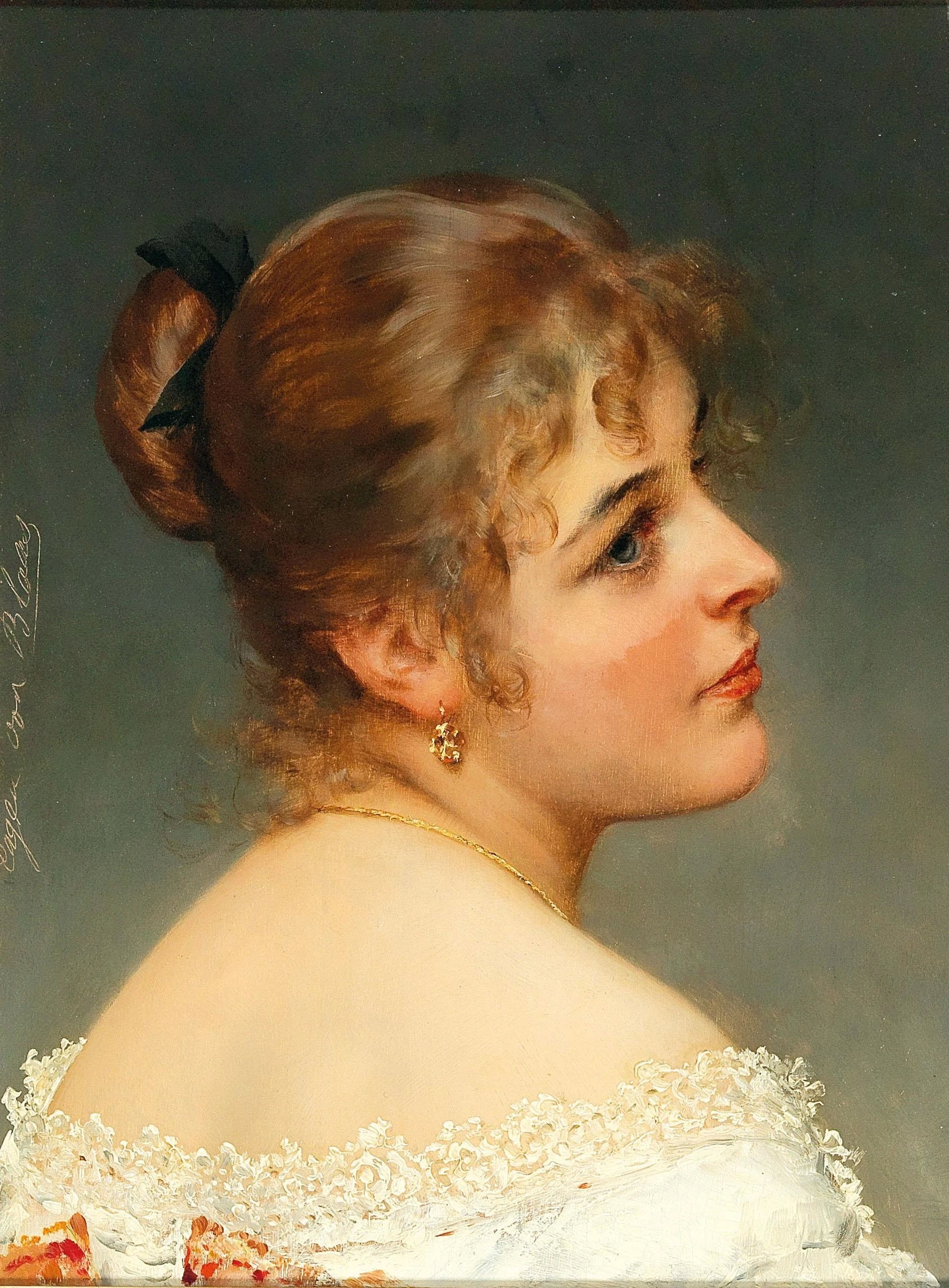
Szép velencei nő
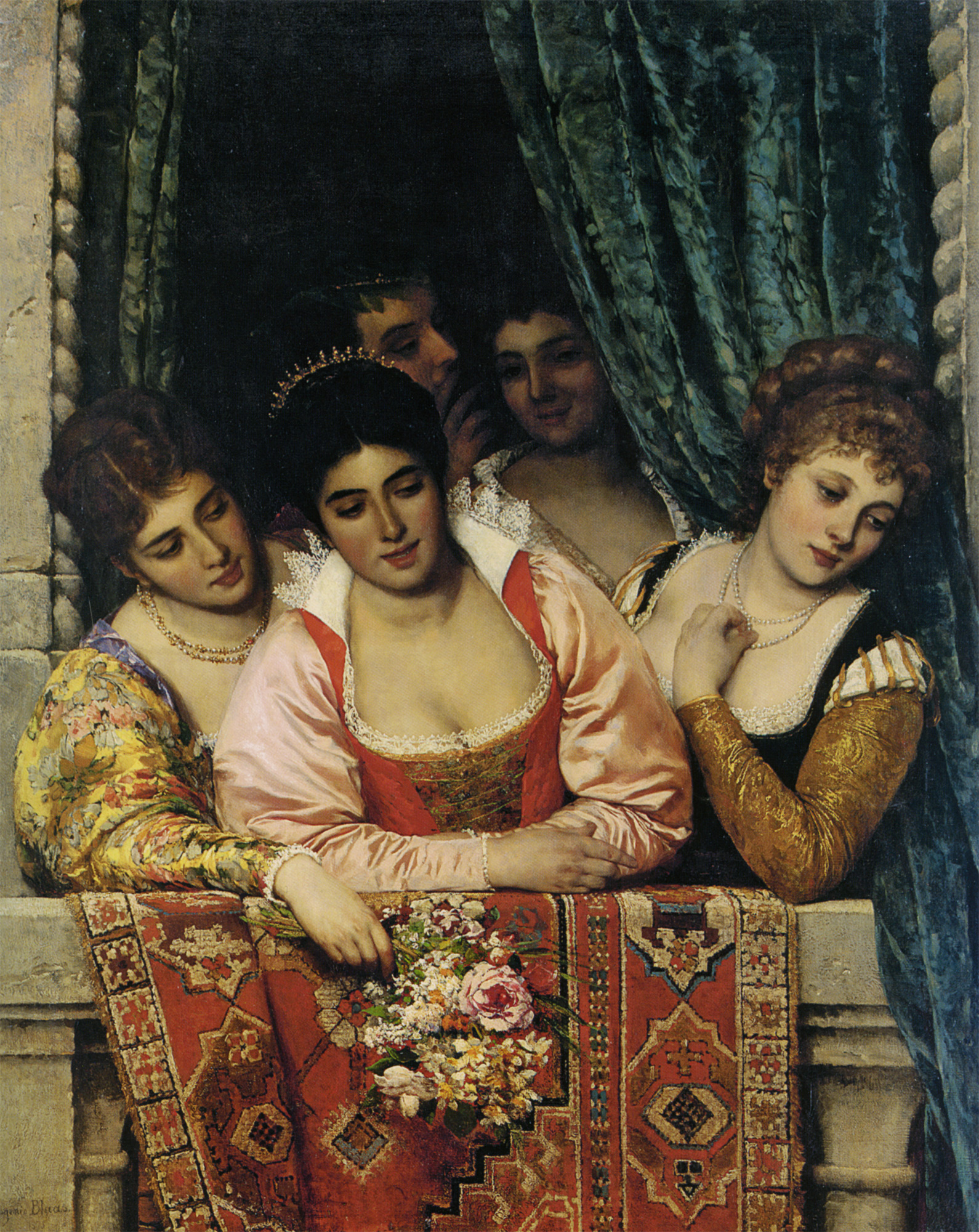
Hölgyek a balkonon, 1875
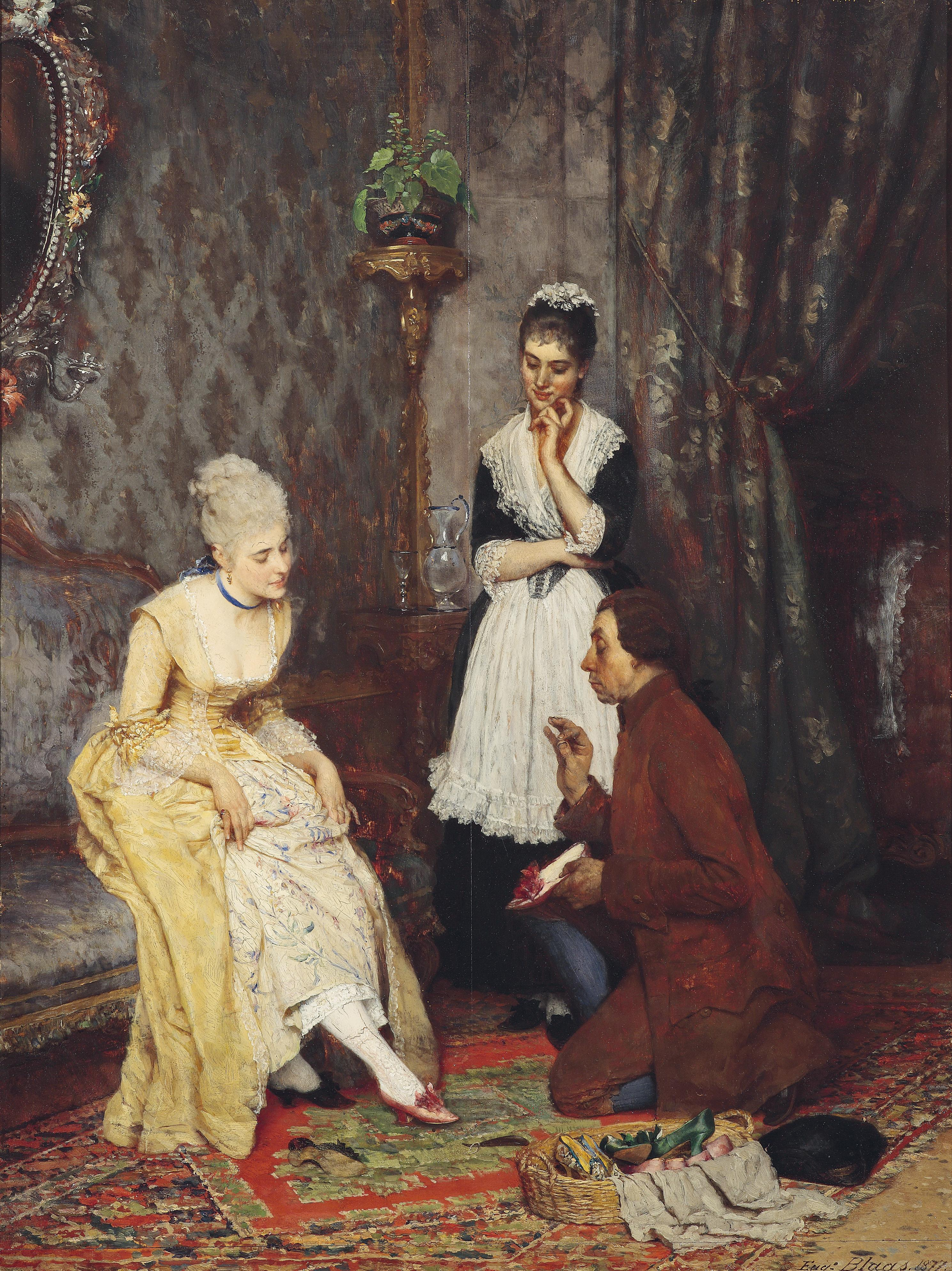
A tökéletes cipő, 1877
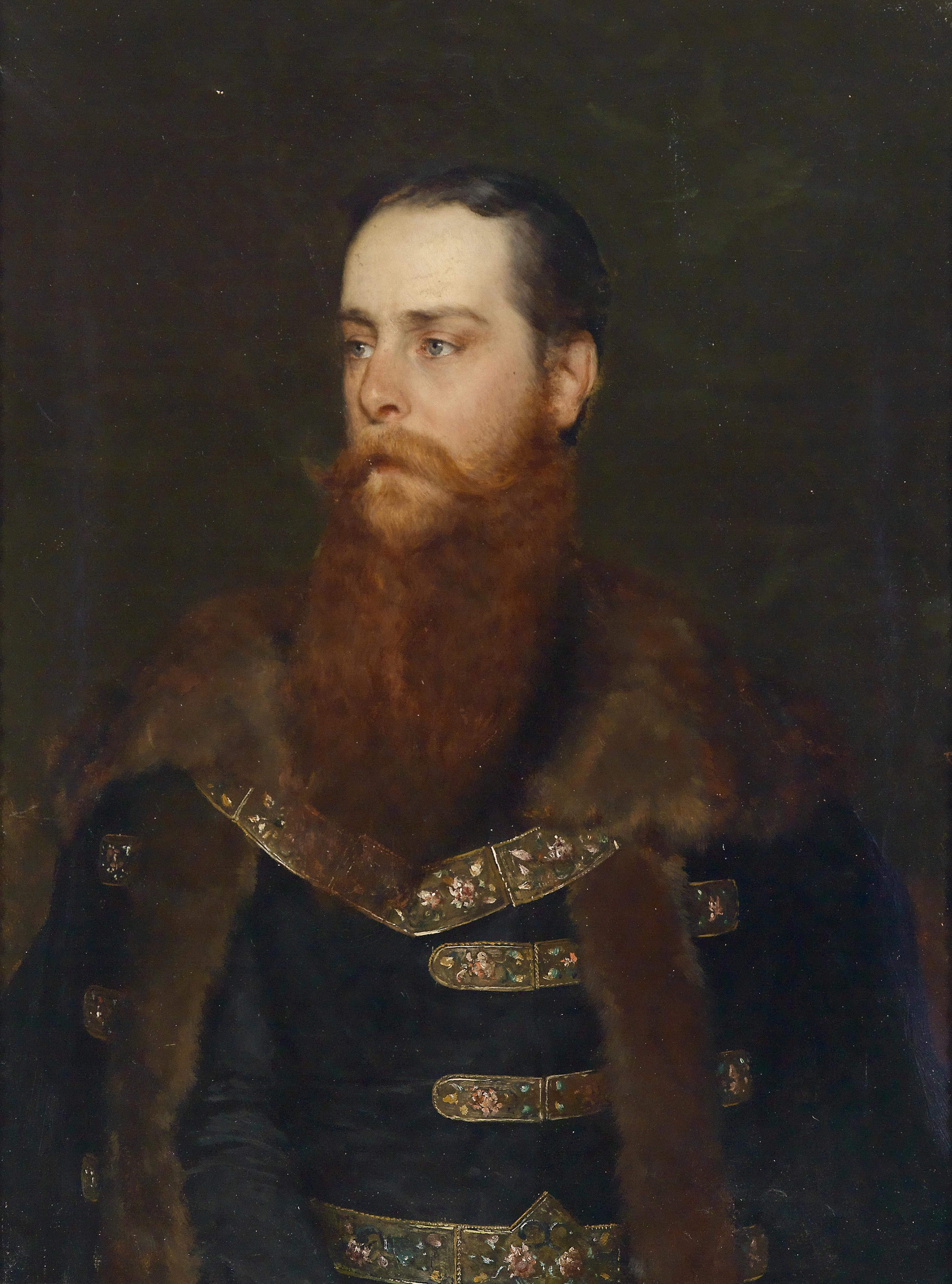
Arthur Berchtold portréja, 1882
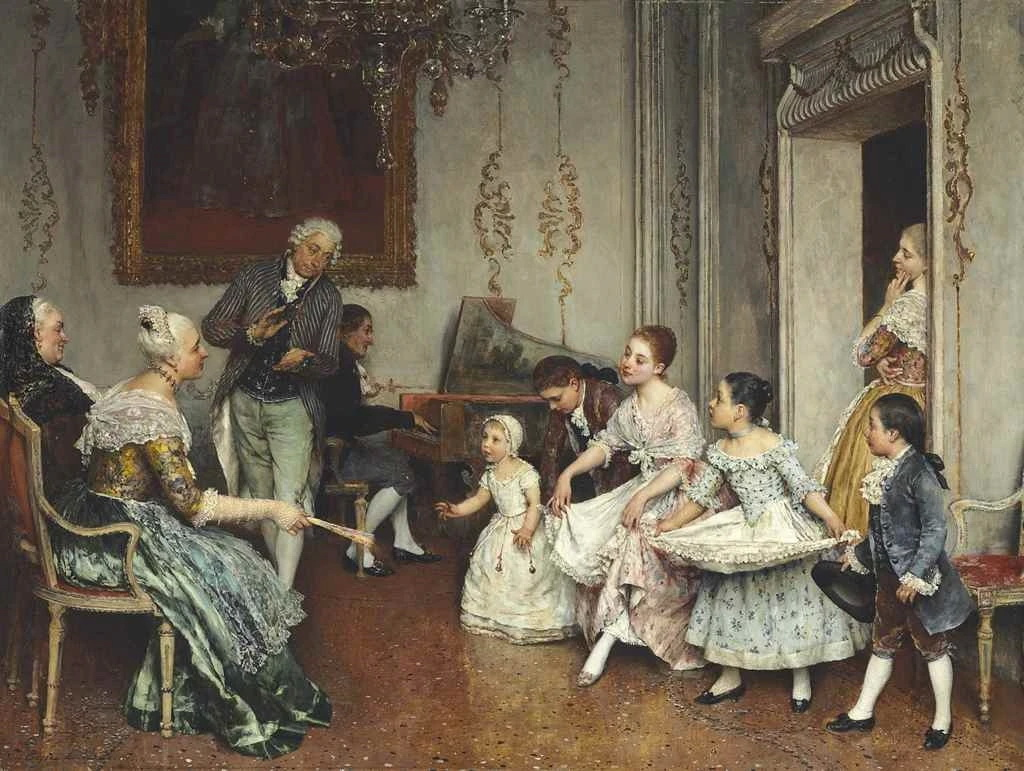
A bemutatkozás, 1882
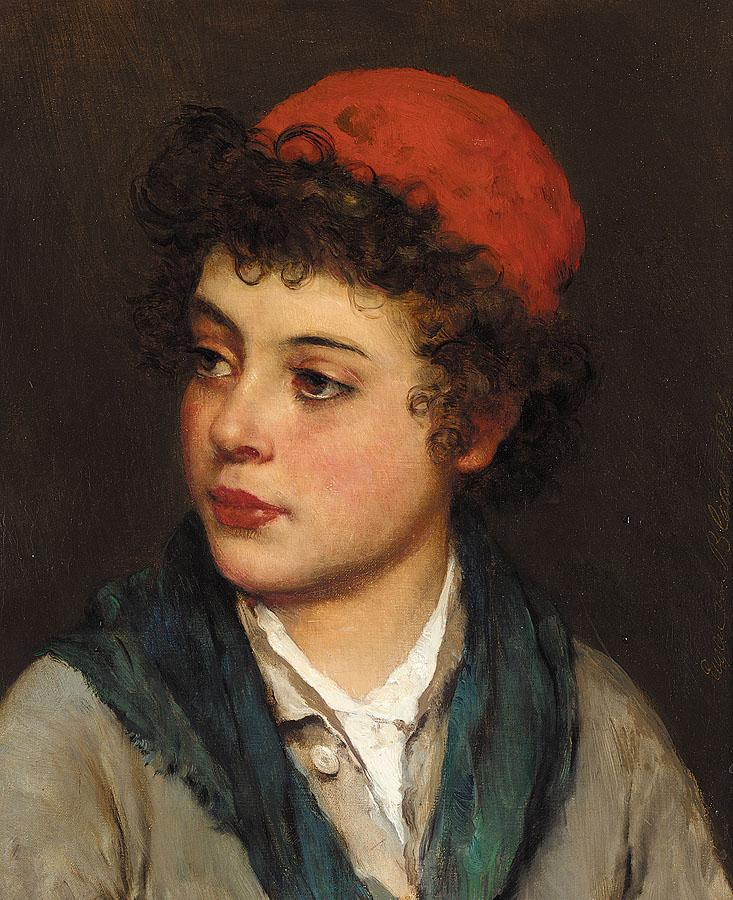
Egy fiú arcképe, 1884
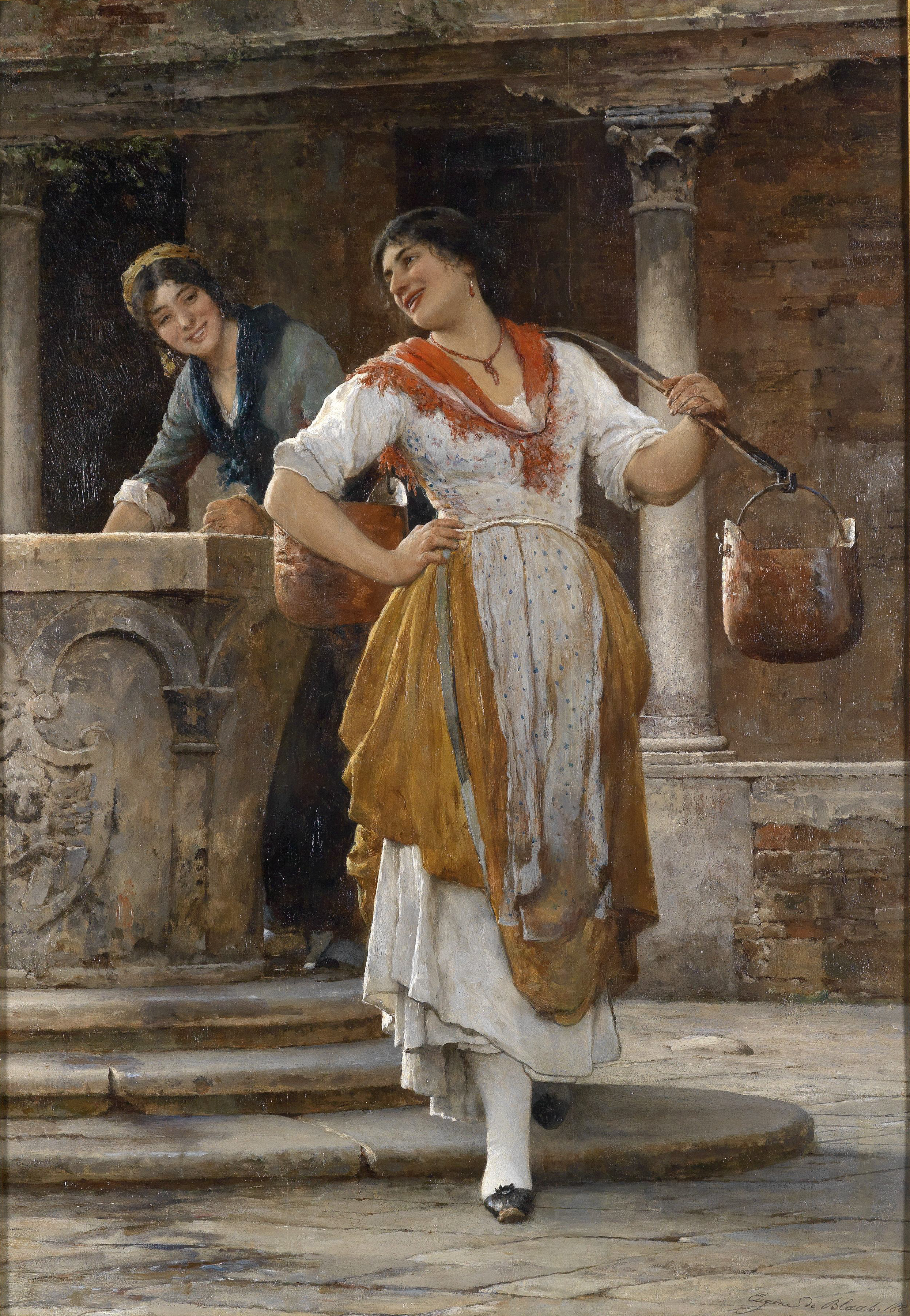
A vízhordó leány, 1887
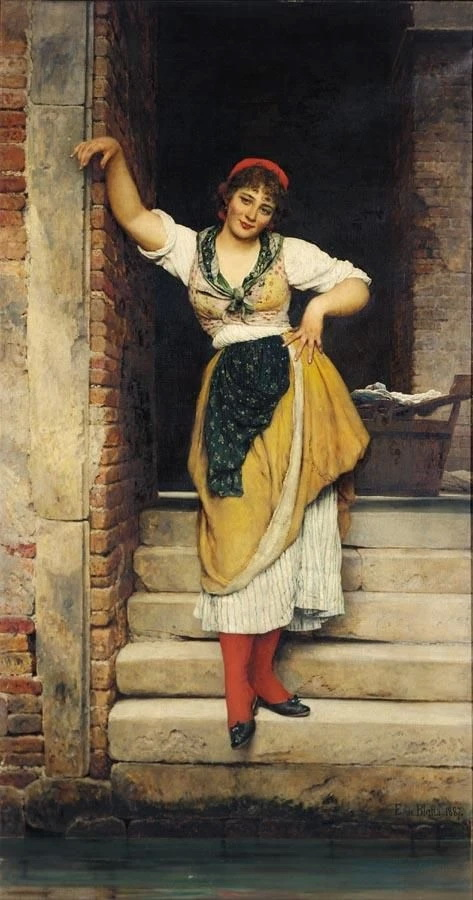
Ninetta, (1888)
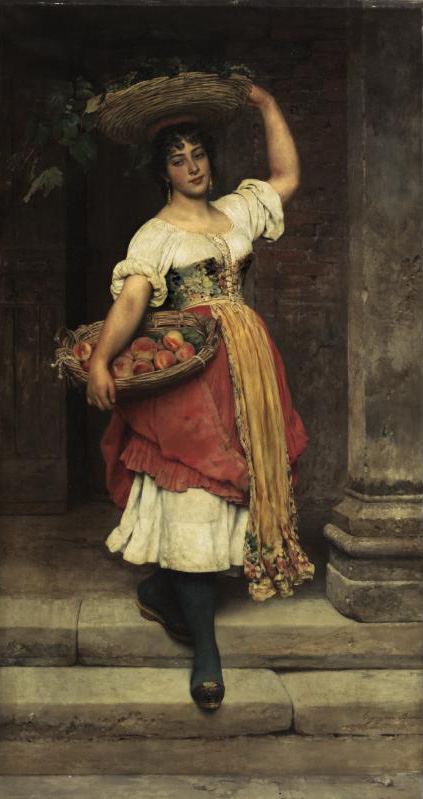
Liza, 1889
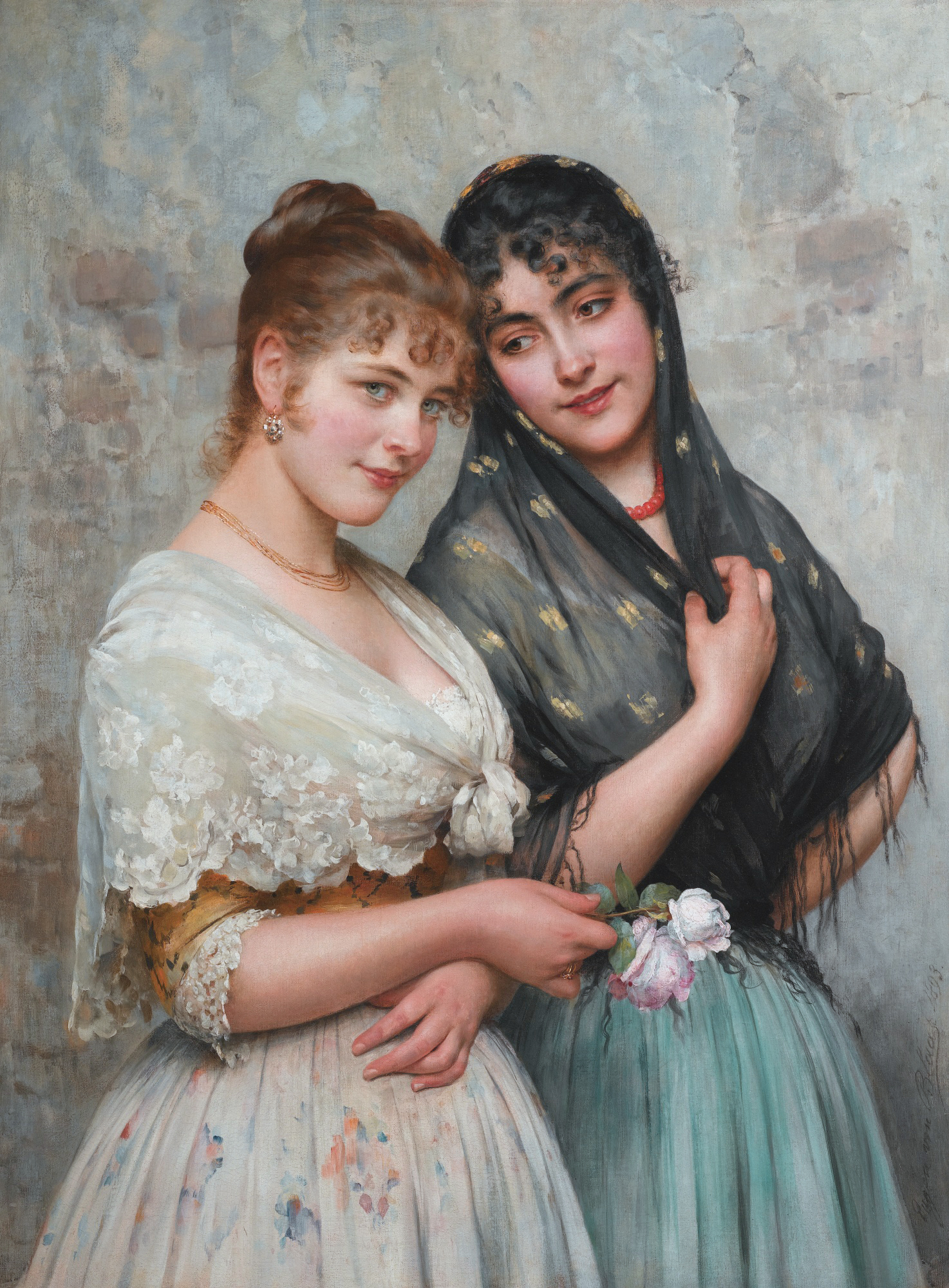
Két velencei nő
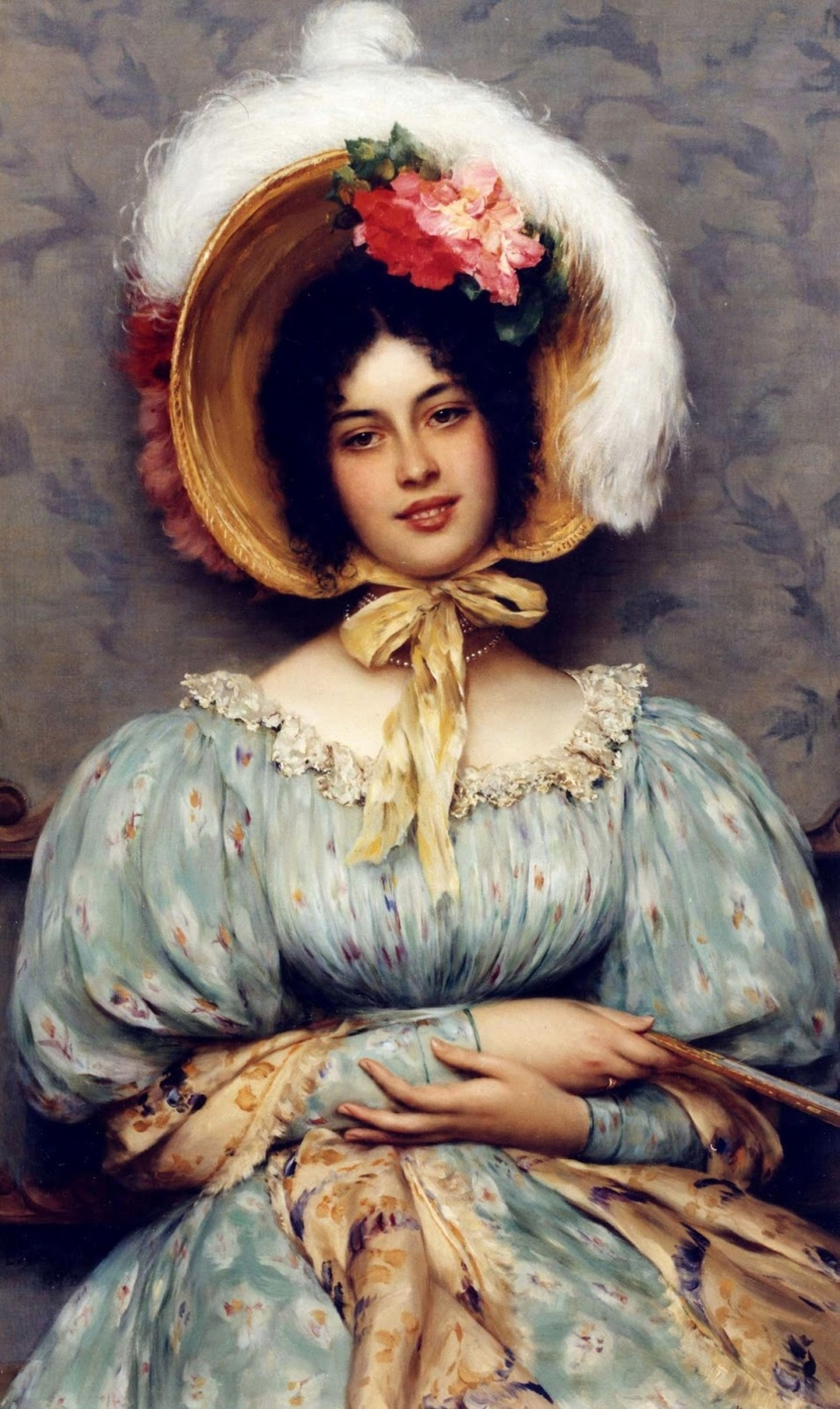
Operában, 1889
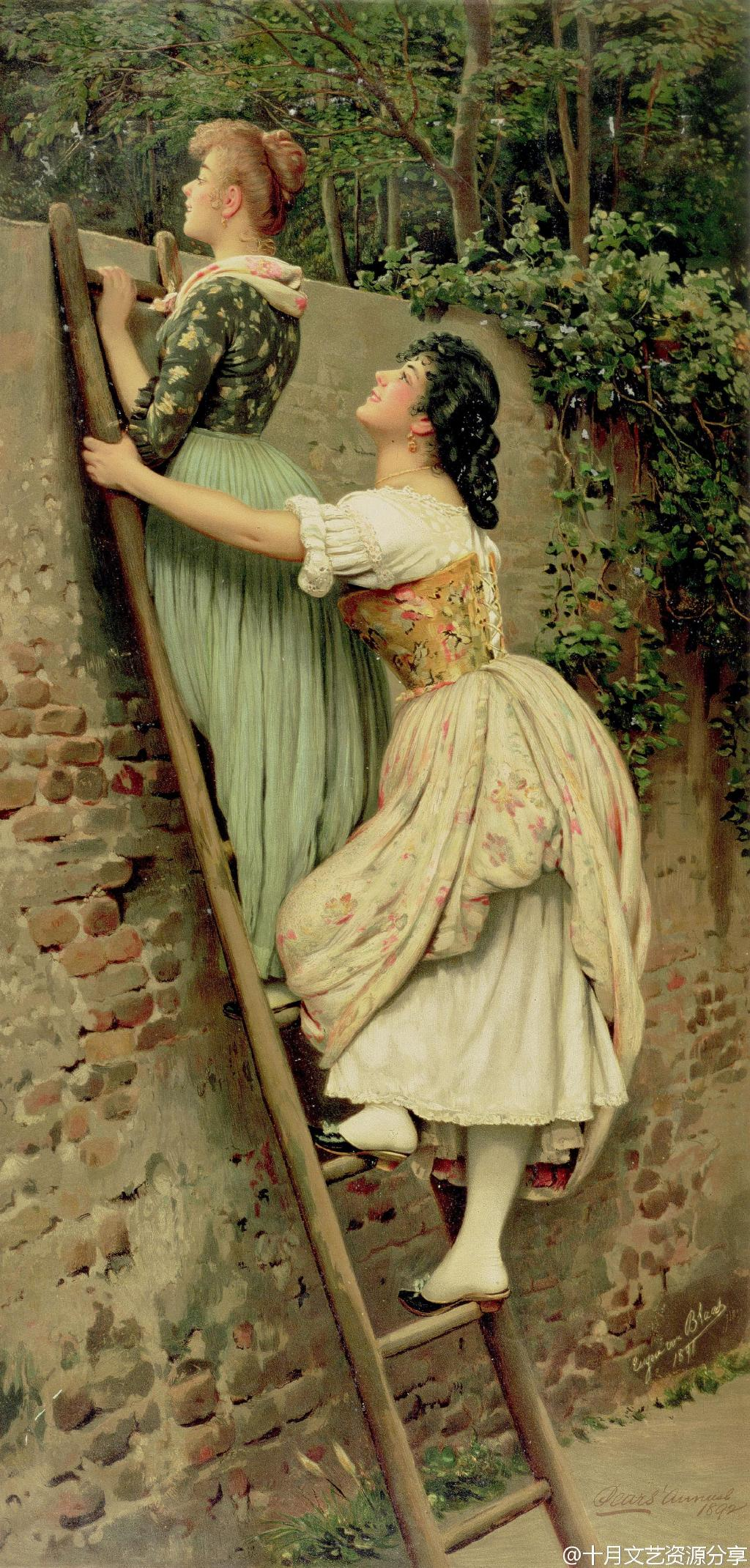
Kíváncsiság, 1892
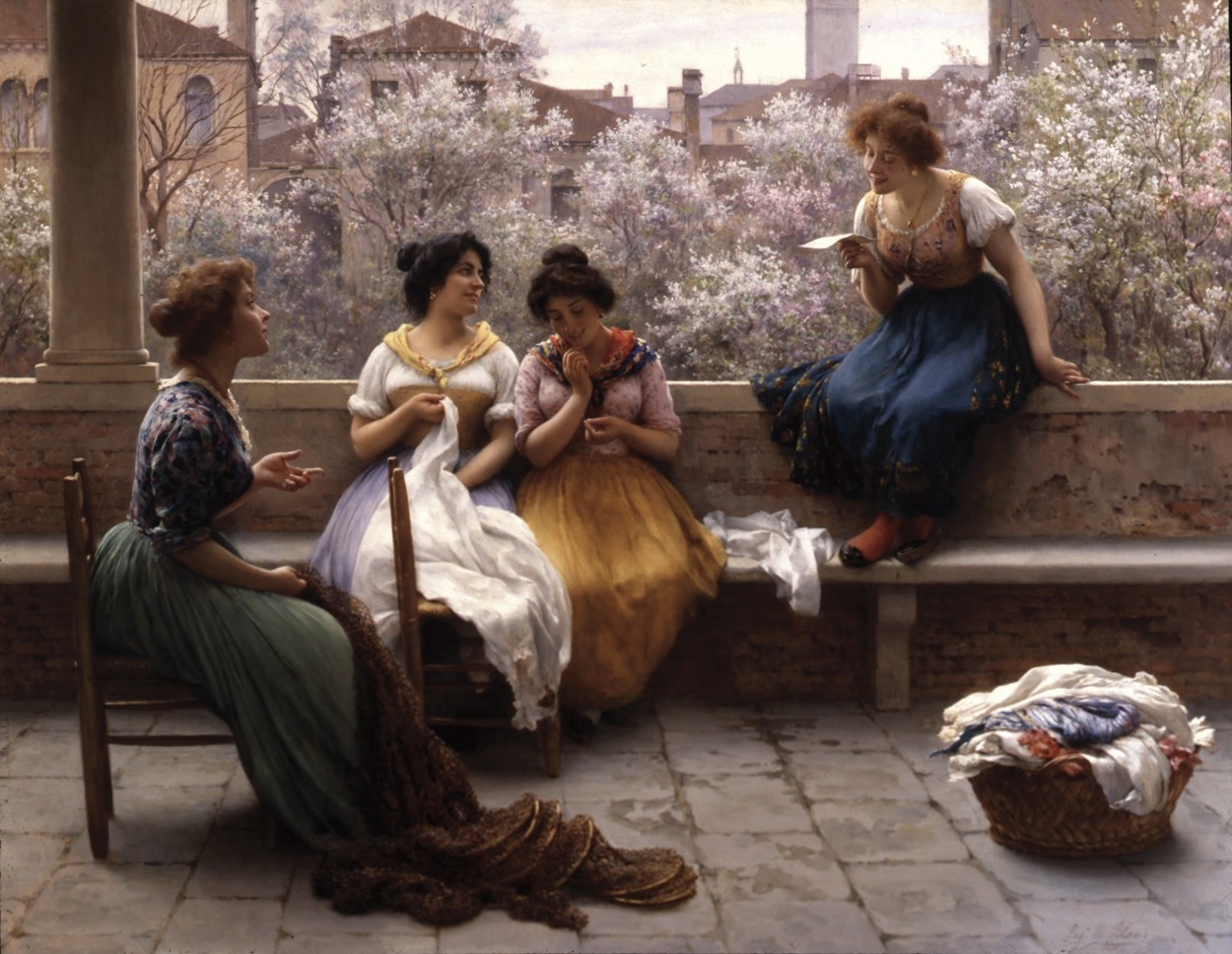
A szerelmes levél, 1904
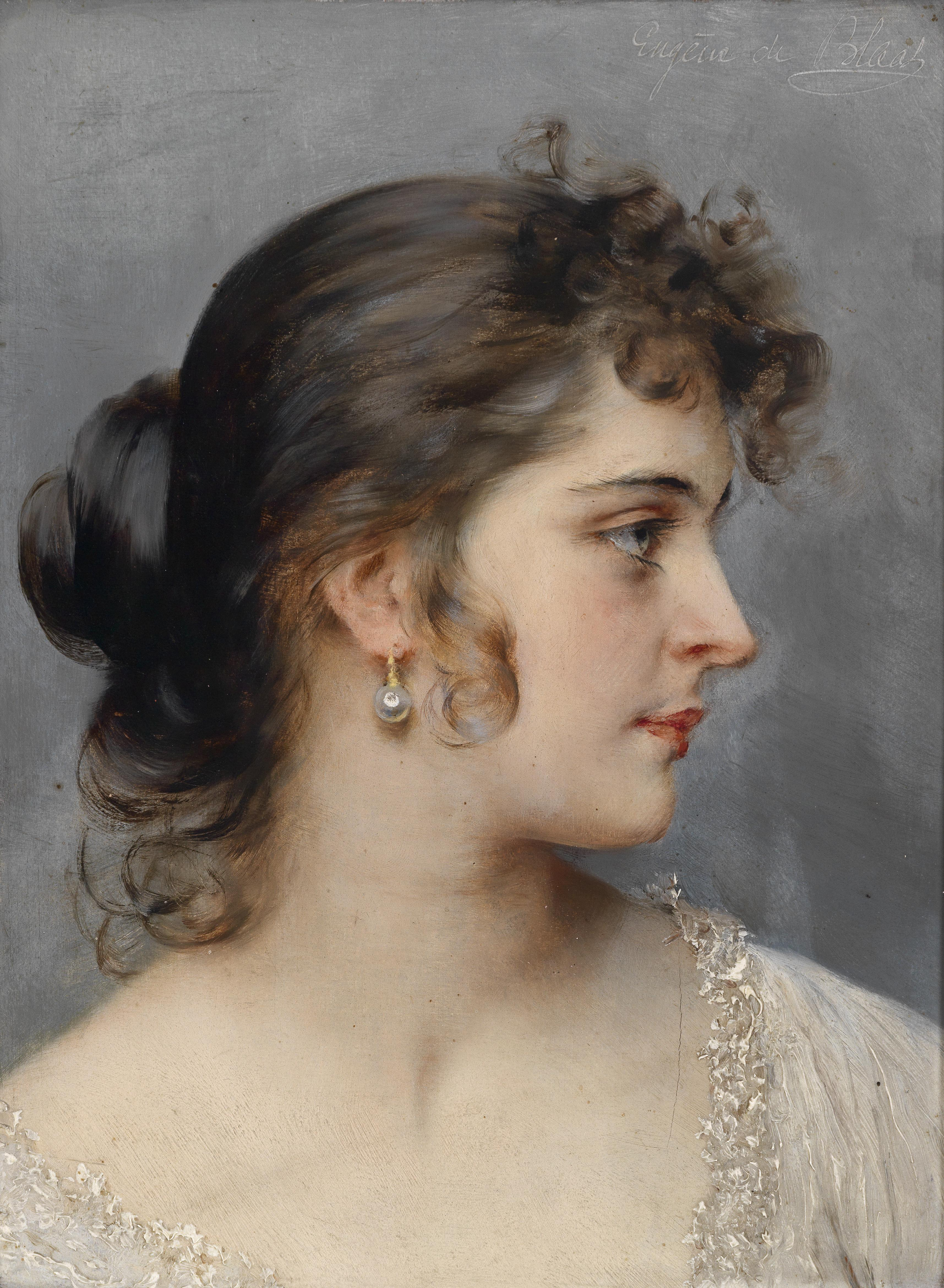
Ritratto di mia figlia (Lányom portréja), 1905
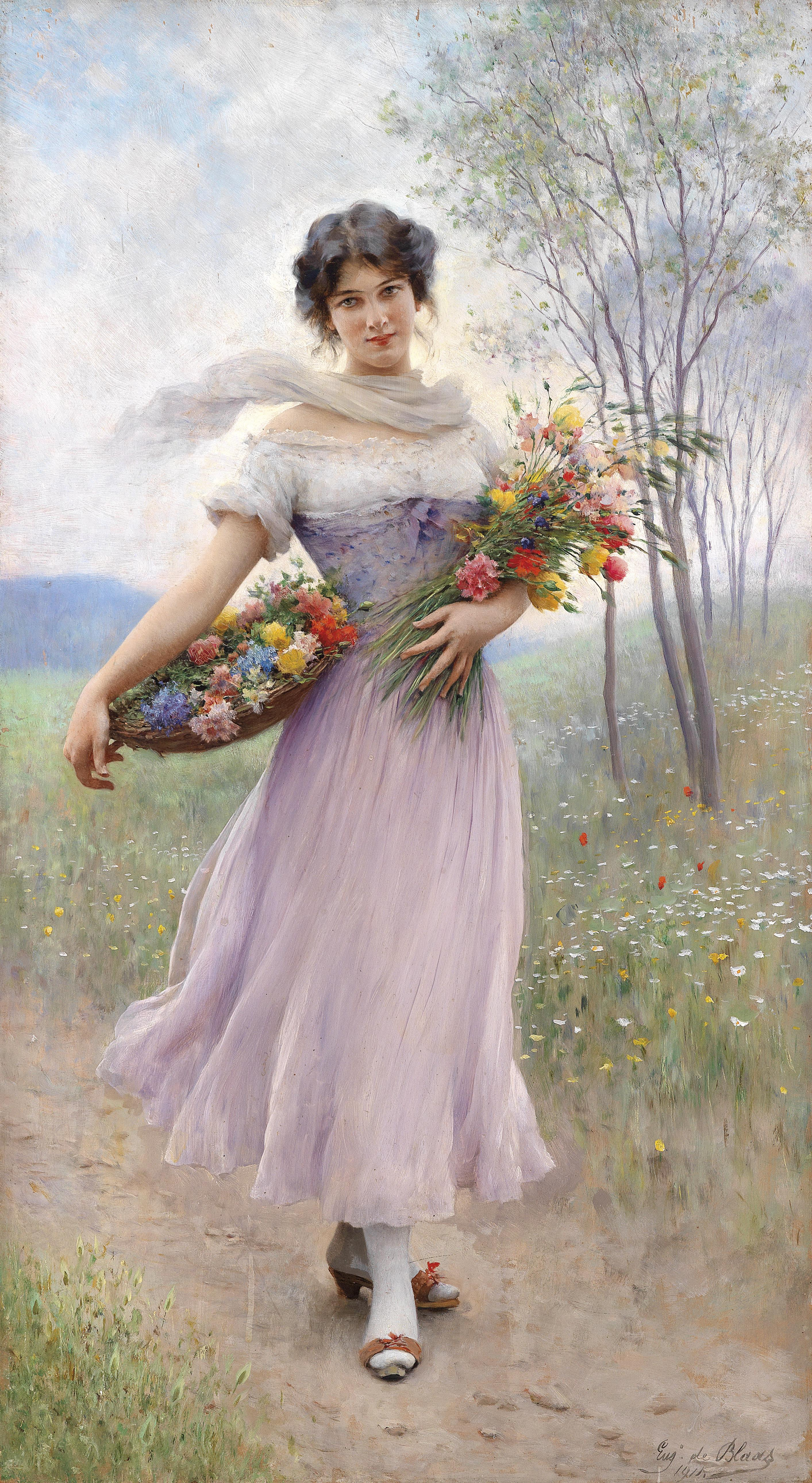
Lány lila ruhában, 1911
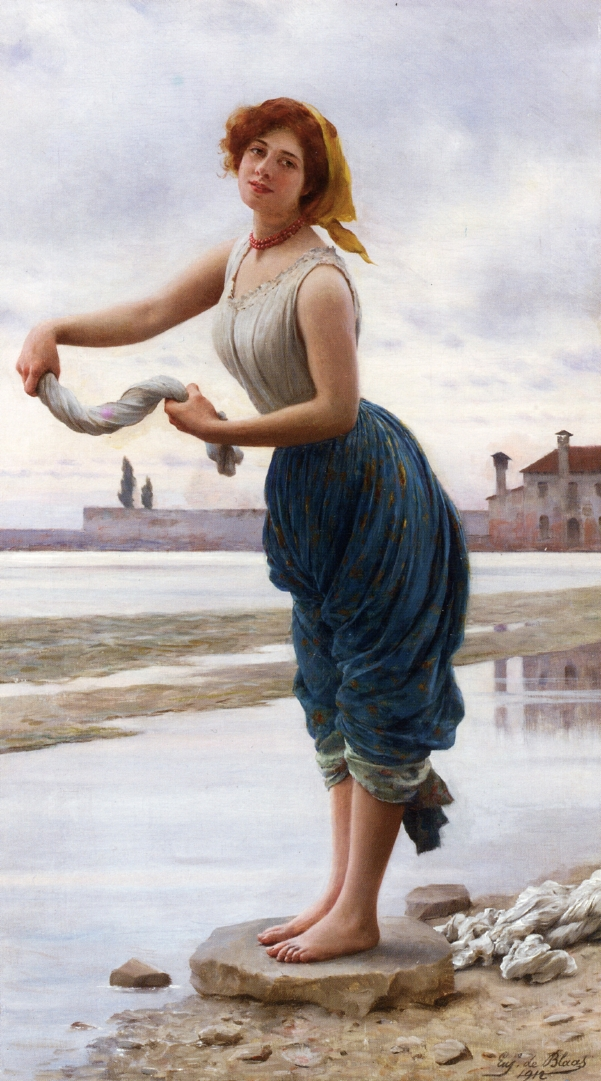
A mosónő, 1911

## Fordítás
- Ez a szócikk részben vagy egészben  az   Eugene de Blaas című angol Wikipédia-szócikk ezen változatának fordításán alapul.  Az eredeti cikk szerkesztőit annak laptörténete sorolja fel. Ez a jelzés csupán a megfogalmazás eredetét és a szerzői jogokat jelzi, nem szolgál a cikkben szereplő információk forrásmegjelöléseként.
- Ez a szócikk részben vagy egészben  az   Eugene de Blaas című német Wikipédia-szócikk ezen változatának fordításán alapul.  Az eredeti cikk szerkesztőit annak laptörténete sorolja fel. Ez a jelzés csupán a megfogalmazás eredetét és a szerzői jogokat jelzi, nem szolgál a cikkben szereplő információk forrásmegjelöléseként.